# آندرش هاوگن
آندرش هاوگن (نروژی: Anders Haugen; ۲۴ نوامبر ۱۸۸۸ – ۱۴ آوریل ۱۹۸۴) اسکی‌باز پرش نروژی‌تبار اهل ایالات متحده آمریکا بود.